# Jan Jałocha
Jan Jałocha (Golkowice, Polonia, 18 de julio de 1957) es un exfutbolista polaco que jugaba como lateral derecho.
Es considerado el mejor lateral derecho de Polonia en los años 1980.

## Selección nacional
Fue internacional con la selección polaca en 28 ocasiones y convirtió un gol. Formó parte de la selección que obtuvo el tercer lugar en la Copa del Mundo de 1982.

### Participaciones en Copas del Mundo
| Mundial                        | Sede   | Resultado    | Partidos | Goles |
| ------------------------------ | ------ | ------------ | -------- | ----- |
| Copa Mundial de Fútbol de 1982 | España | Tercer lugar | 3        | 0     |

## Clubes
| Club               | País             | Año       |
| ------------------ | ---------------- | --------- |
| Wisła Cracovia     | Polonia          | 1974-1986 |
| FC Augsburgo       | Alemania Federal | 1986-1988 |
| SpVgg Bayreuth     | Alemania Federal | 1988-1990 |
| Eintracht Tréveris | Alemania         | 1990-1995 |
| VfL Trier 1912     | Alemania         | 1996-1997 |
| VfL Trier 1912     | Alemania         | 2002-2003 |
| SV Krettnach       | Alemania         | 2005-2006 |
| VfL Trier 1912     | Alemania         | 2006-2007 |

## Palmarés

### Campeonatos nacionales
| Título           | Club               | País     | Año  |
| ---------------- | ------------------ | -------- | ---- |
| Ekstraklasa      | Wisła Cracovia     | Polonia  | 1978 |
| Oberliga Südwest | Eintracht Tréveris | Alemania | 1993 |
| Oberliga Südwest | Eintracht Tréveris | Alemania | 1994 |